# Ardisia hosei
Ardisia hosei là một loài thực vật có hoa trong họ Anh thảo. Loài này được Mez mô tả khoa học đầu tiên năm 1905.